# Estonia en los Juegos Mundiales de Breslavia 2017
Estonia fue uno de los 102 países que participaron en los Juegos Mundiales de 2017 celebrados en Breslavia, Polonia.
La delegación de Estonia en el evento multideportivo estuvo compuesta por siete atletas que compitieron en siete disciplinas de tres deportes.
Estonia no logró ganar ninguna medalla durante los Juegos.

## Baile deportivo

### Baile Standard
| Parejas               |    |    |    |    |    |   |   |   |   |   |            |            |    |
| Ergo Lukk y Baile Orb | 11 | 20 | 14 | 15 | 14 | 4 | 4 | 4 | 2 | 6 | Eliminados | Eliminados | 15 |

## Billar
| Deportista    | Prueba        | Octavos de final | Octavos de final | Cuartos de final | Cuartos de final | Semifinal | Semifinal | Final / Tercer puesto | Final / Tercer puesto | Posición  |
| Deportista    | Prueba        | Oponente         | Resultado        | Oponente         | Resultado        | Oponente  | Resultado | Oponente              | Resultado             | Posición  |
| ------------- | ------------- | ---------------- | ---------------- | ---------------- | ---------------- | --------- | --------- | --------------------- | --------------------- | --------- |
| Masculino     |               |                  |                  |                  |                  |           |           |                       |                       |           |
| Andres Petrov | Snooker Mixto | # Kyren Wilson   | 1:3              | Eliminado        | Eliminado        | Eliminado | Eliminado | Eliminado             | Eliminado             | Eliminado |

## Orientación
| Femenil                                                  |                 |               |               |
| Evely Kaasiku                                            | Sprint          | 16:22,20 min  | 27            |
| Annika Rihma                                             | Sprint          | 16:10,50 min  | 23            |
| Evely Kaasiku                                            | Media distancia | 41:42,00 min  | 22            |
| Annika Rihma                                             | Media distancia | 40:21,00 min  | 20            |
| Masculino                                                |                 |               |               |
| Kristo Heinmann                                          | Sprint          | 16:37,10 min  | 32            |
| Kenny Kivikas                                            | Sprint          | 15:58,00 min  | 26            |
| Kristo Heinmann                                          | Media distancia | descalificado | descalificado |
| Kenny Kivikas                                            | Media distancia | 40:10,00 min  | 28            |
| Mixto                                                    |                 |               |               |
| Annika Rihma Kenny Kivikas Kristo Heinmann Evely Kaasiku | Relevos mixtos  | 1:09:35 h     | 14            |